# Byttneria loxensis
Byttneria loxensis là một loài thực vật có hoa thuộc họ Sterculiaceae.
Loài này chỉ có ở Ecuador.
Môi trường sống tự nhiên của chúng là vùng cây bụi khô khu vực nhiệt đới hoặc cận nhiệt đới.